# مينابي

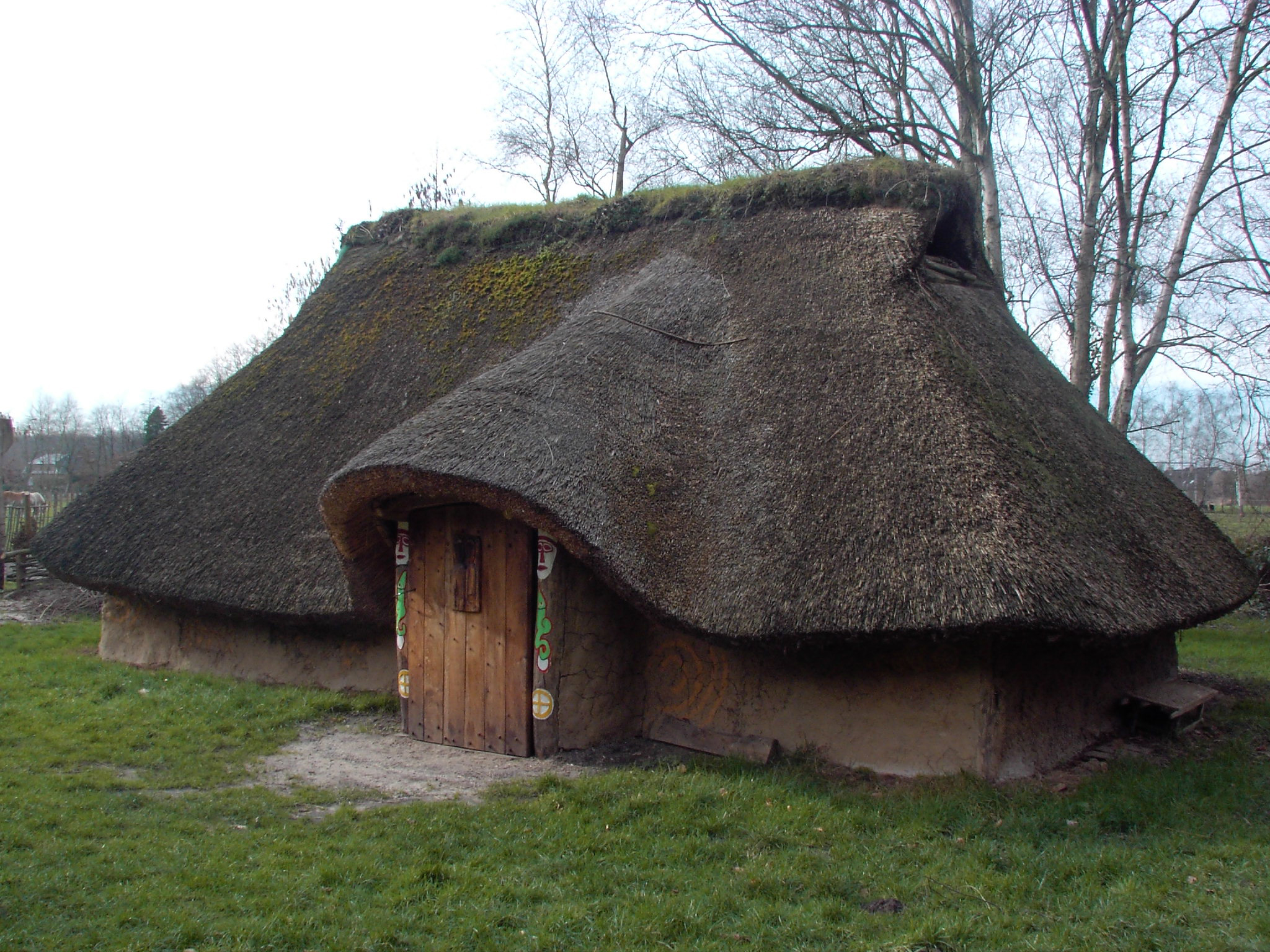
إعادة بناء مسكن مينابي في ديتسلبيرخن.

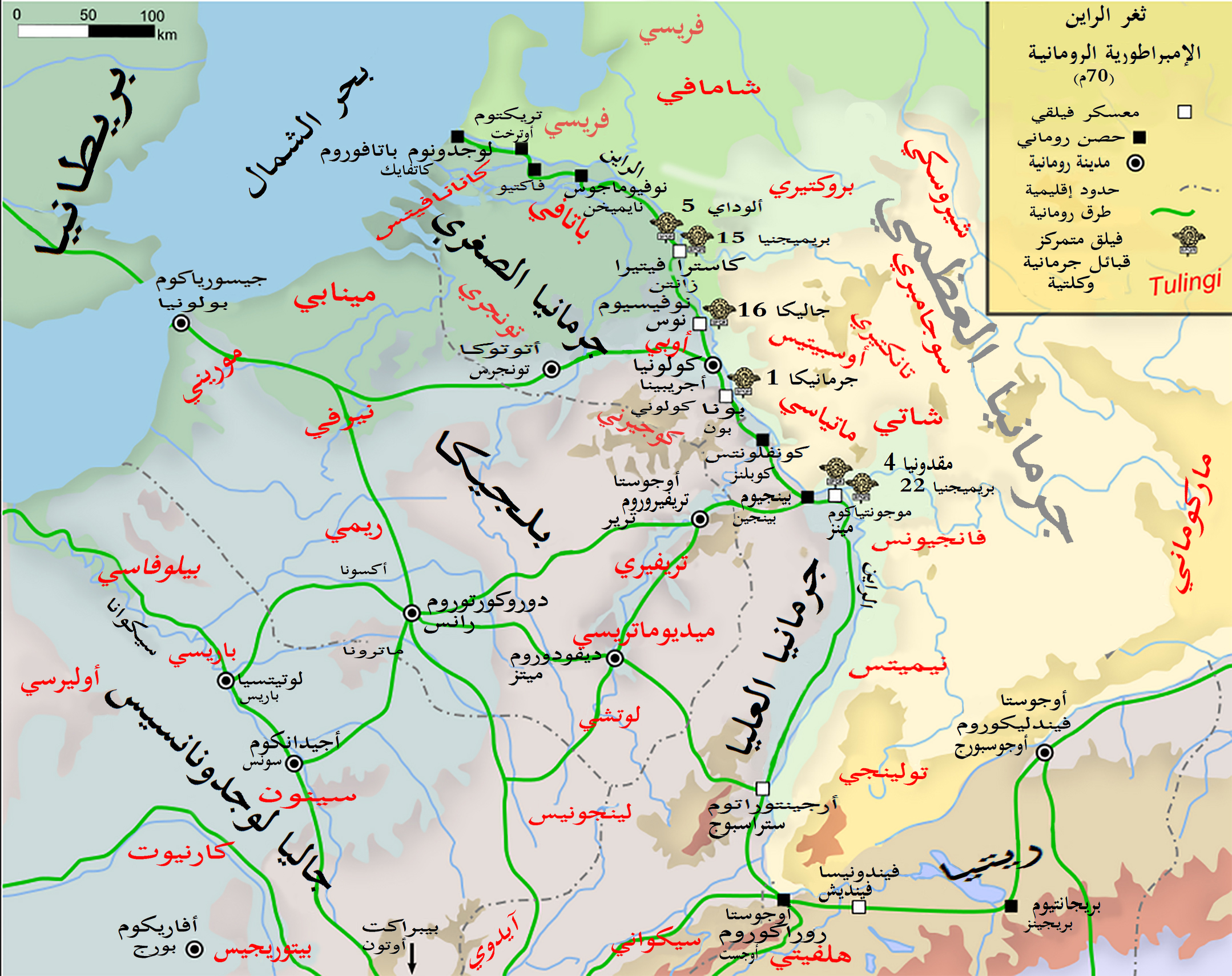
حدود الراين حوالي سنة 70م.

مينابي كانت قبيلة بلجية من شمال بلاد الغال في مرحلة ما قبل الرومانية والإمبراطورية الرومانية. ووفقاً لأوصاف سترابو، يوليوس قيصر، بلينيوس الأكبر وكلاوديوس بطليموس فقد امتدت أراضيها شمالاً إلى مصب نهر الراين في الشمال، ولكن أكثر امتدت غرباً على طول نهر سخيلده. ومن الناحية الجغرافية يتوافق هذا الإقليم تقريباً مع الساحل الحديث لفلاندرز، والمحافظات البلجيكية من فلاندر الشرقية وفلاندرز الغربية. كما امتد إلى فرنسا المجاورة ودلتوات الأنهار في جنوب هولندا.